# Coxcatlán, Guerrero
Coxcatlán är en ort i Mexiko.   Den ligger i kommunen Buenavista de Cuéllar och delstaten Guerrero, i den sydöstra delen av landet, 110 km söder om huvudstaden Mexico City. Coxcatlán ligger 1 707 meter över havet och antalet invånare är 845.
Terrängen runt Coxcatlán är kuperad åt sydväst, men åt nordost är den bergig. Terrängen runt Coxcatlán sluttar österut. Runt Coxcatlán är det ganska tätbefolkat, med 149 invånare per kvadratkilometer. Närmaste större samhälle är Iguala de la Independencia, 18,7 km sydväst om Coxcatlán. I omgivningarna runt Coxcatlán växer huvudsakligen savannskog.